# 検索
検索（けんさく、英: search）とは、データの集合の中から目的のデータを探し出すことである。また、目的のデータが存在しないことの確認行為も含まれる。古くは図書館の所蔵物を探し出したり、辞書の項目を引いたりといった人手で行うのが主だったが、コンピューターの発達により、テキスト文字列の検索（文書検索、文字列探索）、画像データの検索（画像検索）、音声データの検索（音声検索）など、大規模かつマルチメディアの情報に関する検索技術が発展した。さらにデータベースの発展とインターネットの普及に伴い、分散保管されているデータに対する検索技術が研究されている。ファイルの内容に対して文字列探索を行う機能も検索と呼ばれる。
また、要人警護において警察犬や潜水士などを動員して不審物の有無を確認する作業を検索と呼ぶことがある。

## 歴史
日本ではコンピュータ技術の発達により1970年代に「情報検索システム」が始まり、言葉としての｢検索｣は次第に広く使われ始めた。英語の文化圏では言葉としての「検索」は犬のゴールデン・レトリバーに見るように「探し出す」を意味する「retrieval」や「retrieve」として古くから使われている。
日本語における言葉「検索」の意味合いと使用例において大まかに次のような変遷が見られる。

### 意味合い
- 広辞苑（1998年11月改訂）第5版までは、「検索」の意味として単に「調べさがすこと」、用例として「索引で語を検索する」と書かれている。この頃までは、一冊または複数冊の本の中に記述される事柄を探すことが、言葉としての「検索」の主な使われ方であった。一般的な言葉としてなじんで使われていたのは、｢検索｣より、むしろ単に「見つける」、「探す」、「探索」といった言葉であった[6]。検索した結果、目的とする言葉が見つからなければ、他の本を手にとって調べてみることになる。このことはコンピュータによる情報検索が行える現代においても、図書館や書店において誰しも試みることである。一方、図書館では蔵書に対して「目録カード」や「カード目録」などと呼ぶ名刺大から葉書大程度のカードから所要の本を探し出したが、このような検索は蔵書検索と呼ばれ、現在でもコンピュータなどによる情報検索と併用されている[7][8][9]。
- 広辞苑第6版（2008年1月改訂）では、「検索」の意味として「データの中から、必要な事項をさがし出すこと」とし、コンピューターの中のデータや、紙やマイクロフィルムに記録されたデータの中から探し出す、現在の検索への意味合いへと変化が見られる。用例は変わっていない（なお、広辞苑5版から6版が出るまでの10年間にも、別の出版社から毎年刊行されている「現代用語の基礎知識」には「検索エンジン」などの用語の解説はあった。ただし、「検索」という言葉そのものの解説はない）。

### 英語
「検索」という言葉の意味を日本語と英語で比較すると、「情報検索」に対応する英語は「information retrieval」であり、「検索」は「retrieval」である。retrieval（名詞）の動詞形は retrieve である。

### 使用例

#### 日本の例
- 日本語を対象としたコンピュータの文書やファイルに終始する中での言葉や句の検索は、「検索」の機能を備えた1978年9月に東芝が発表した世界初の日本語ワードプロセッサJW-10に始まり、その後OASYSなどのワードプロセッサや1983年の一太郎の元となるPC-100用日本語ワープロソフト「JS-WORD」などが開発され市場に出されたことより、コンピュータを使った｢検索｣とはどのような意味か、どのように速くて便利なものかをコンピュータのユーザーの立場で体感できることとなる。1983年には米国で作られた表計算ソフトLotus 1-2-3を日本でも一部の者が使い始めたが、これにも表内の検索やLotus 1-2-3独自のマクロ言語による検索の機能を備えていた。
- 1989年にはパソコン通信を用いて遠隔地からデータベースの情報を探し出す｢G-Search｣の検索サービスが開始された。これは新聞・雑誌記事、企業情報、特許、科学技術、図書、人物プロファイルなど、さまざまな分野の情報を扱ってきた。これは膨大なデータや情報を｢検索｣によって見つけられることを示した日本での実例の始まりであった。その後、インターネットの通信技術向上による速度向上とサービスの多様化によってパソコン通信による「G-Search」の検索は2005年9月にサービスを終え、インターネットを介したものとなっている[10]。
- 2006年頃までは紙を主体にした宣伝広告や広報のなかでURLを表記して広告内容の詳細を更に調べたい者に対して案内としたが、インターネットの利用が極めて一般的となった2007年ないし2008年頃からは広告の最後に「○○○ 検索」の様な形式で（同時にマウスのクリック音が挿入される広告も多く存在）、紙の媒体だけでなく、テレビ放送の広告にまで広告主の案内や広告のテーマや話題を直ちに検索する事を促す手法が一般化した。その手法は欧米でも2010年以降ハッシュタグとして生かされている。
- 2019年4月29日、警視庁は天皇退位の前に皇居周辺を一斉検索したと、各メディアが報じた。

## 情報検索
情報検索 (英: information retrieval) は、広義には、あらかじめ蓄積されている情報の中から必要な情報を探し出すことを指し、しばしば検索と略される。
情報科学においては、文書（あるいは画像や音声）集合の中からユーザーの要求にもっともよく適合する文書を取り出すシステムのことを情報検索システムと呼ぶ。情報検索システムにおいては、本来形式化されていないユーザーの要求をコンピュータで取り扱えるようにするために検索モデルが設定される。たとえば、ベクトル空間モデルは、文書に索引を与えて、問い合わせとして与えられたキーワード集合と索引の重複の度合いから目的の文書を探し出す検索モデルであり、全文検索は、問い合わせとして与えられた文字列やパターンに完全に一致する部分を文書集合から探し出す検索モデルである。

### 文字列探索と全文検索
文字列探索は文字列の中から別の文字列を探し出すとこと。全文検索は複数のファイルにまたがって文字列探索をすること。

## 探索
情報科学における探索 (英: search) とは、いくつもの候補を列挙し、それぞれをひとつずつ評価していくことによって、最適解を得る手法を指す。探索に用いられるアルゴリズムとデータ構造は、問題の性質や構造によって異なる。たとえば、木構造やグラフの探索に用いられる深さ優先探索、ランダムアクセスが可能なデータ構造が使える状況でソート済みの入力に対して用いられる二分探索、よいハッシュ関数が作れる場合に用いられるハッシュテーブルなどがある。